# Tokio Hotel
Tokio Hotel (anteriormente Devilish) es una banda alemana de pop rock formada por Bill Kaulitz (voz), Tom Kaulitz (guitarra, teclados), Georg Listing (bajo, teclados) y Gustav Schäfer (batería).
El grupo fue fundado en 2001 bajo el nombre de Devilish ('Diabólico'), aunque lo cambiaron a Tokio Hotel tras fichar en 2003 por Sony. El primer álbum se editó finalmente en 2005, tras firmar con la discográfica Universal. Este disco alcanzó ventas de varios millones solo en Alemania y el éxito se extendió pronto a Austria, Suiza, y otros países europeos orientales. Con nueve discos de platino y cuatro de oro en Alemania, de 2007 a 2008 fueron la banda nacional más exitosa.[cita requerida] Además, cuentan con cuatro discos de oro adicionales por las ventas en Austria y Suiza. Este primer álbum, Schrei, y el segundo, Zimmer 483 ('Habitación 483'), publicado en 2007, se han refundido en un solo álbum, Scream, con canciones en inglés especialmente diseñadas para el público anglosajón. En 2007 el grupo vendió alrededor de un millón y medio de álbumes.
En septiembre del año 2020, Tokio Hotel anunció la firma del nuevo contrato discográfico con Sony Music Germany y Epic Records Germany.

## Trayectoria musical
Los gemelos Tom y Bill fueron alentados musicalmente por su padrastro Gordon Trümper, guitarrista aficionado. En una aparición en el año 1995 en su ciudad natal, Magdeburgo, Gustav Schäfer y Georg Listing los vieron tocar con teclados en vez de con bajo y batería, y decidieron unirse a ellos. El resultado fue la fundación de la banda. Empezaron tocando por pequeños clubs urbanos e incluso alquilaron un estudio, aunque no produjeron ningún álbum en él.

### Schrei
En el año 2003, el grupo firmó con Sony BMG, en particular con el productor Petter Hoffman. Trabajaron con un equipo formado por Pat Benzer, Dave Roth y David Jost, que ya habían trabajado para artistas de musicales estadounidenses como Jewel y Faith Hill, entre otros. No obstante, poco antes del lanzamiento de su primer disco, Sony BMG rescindió el contrato. No mucho después, en 2005, firmaron con Universal, la editora de Schrei.
El primer sencillo del álbum Schrei fue Durch den Monsun ('A través del monzón') y llegó a número uno en Alemania el 20 de agosto de 2005 para mantenerse durante siete semanas consecutivas y a la vez alcanzar también el primer puesto en las listas austriacas. El álbum Schrei se publicó poco después y alcanzó hasta la fecha unas ventas de casi tres millones de discos solo en Alemania.
El álbum Schrei se reeditó en 2006 bajo el nombre de Schrei: so laut du kannst ('Grita: tan alto como puedas') debido al cambio de registro del cantante, además de la nueva estética adoptada por la banda.

### Zimmer 483
El veintitrés de febrero de 2007 salió el segundo álbum del grupo, "Zimmer 483", habiéndose presentado ya el veintiséis de enero su primer sencillo, Übers Ende der Welt ('Sobre el fin del mundo'). Salió a la venta en dos ediciones, normal y de lujo, tanto en España como en el extranjero. El segundo sencillo del álbum, "Spring nicht" ('Don't Jump') fue lanzado el siete de abril de 2007. Un tercer sencillo, "An deiner Seite (ich bin da)" fue lanzado el 16 de noviembre. El sencillo contenía una cara B, llamada "1000 Meere" (Mil mares) acompañado de un vídeo.

### Scream
En junio de 2007 publicó un disco en toda Europa en inglés, titulado Scream", dirigido especialmente para hacerse un hueco en los mercados de habla inglesa. El álbum contiene las versiones inglesas de Schrei y Zimmer 483. "Monsoon", la versión en inglés de "Durch den Monsun", fue el primer sencillo del álbum. "Ready, Set, Go!" (de "Übers Ende der Welt") fue lanzada como el segundo sencillo, "By Your Side" (de "An deiner Seite") como el tercero y "Don't Jump" ("Spring nicht") como el cuarto.
El primer concierto fue en Reino Unido en junio de 2007. "Ready, Set, Go!" fue lanzado en el Reino Unido como el primer sencillo en agosto de 2007.

### Humanoid
A principios de septiembre de 2009, Tokio Hotel anuncia el lanzamiento de su nuevo disco (tercer álbum de estudio) Humanoid, escribiéndose de la misma manera en el idioma inglés y alemán, el título de su nuevo álbum, es todo ciencia ficción, e inspiración en futurismo, con nuevas canciones y nuevos sonidos electrónicos, la banda da un paso adelante en su carrera evolucionando la forma de hacer música y componiendo nuevas canciones. A mediados del mes de septiembre sale a la venta el sencillo Automatic (versión en inglés) Y Automatisch (versión en alemán) que será parte del álbum. A principios del mes de octubre, sale finalmente a la venta el disco Humanoid en toda Europa en versiones en inglés y alemán, también abarcando países de América como Estados Unidos, Canadá, y países de Latinoamérica. Este álbum cuenta con un el CD/DVD Humanoid City Live (correspondiente a la gira Welcome to Humanoid City), grabado el 12 de abril de 2010 en Milán, Italia.

### Kings Of Suburbia
Es su quinto álbum de estudio y tercero que solo está en versión inglés más no en versión alemán, el mismo fue anunciado a finales del año 2013 y se estrenó el 3 de octubre de 2014, tiene un sonido más pop y electrónico con respecto a su álbum anterior.
El lanzamiento del álbum estuvo rodeado de polémica entre sus fanes por el nuevo estilo que la banda estaba adoptando, con un sonido combinado entre rock-electro, y una imagen renovada alejada del clásico estilo dark, la banda regresó a la actividad musical tras casi 5 años de ausencia publicando los sencillos Girl Got A Gun lanzado el 23 de septiembre, Run Run Run lanzado el 8 de octubre y Love Who Loves You Back lazado el 6 de octubre de 2014. La recepción de los fanes tuvo críticas mixtas entre los que lo califican como una adaptación de la banda a los tiempos modernos y los que lo ven como subido de tono o diferente a la esencia original de la banda. Sobre esto Bill Kaulitz dijo en diversas entrevistas que Kings of suburbia es una revelación que representa la evolución tanto de la banda como de sus fanes a través de los años, en los que ambos han ido madurando y creciendo juntos.
Posteriormente Tokio Hotel anunció una nueva gira mundial para el año 2015 que se llevaría a cabo en Europa, Norteamérica y Latinoamérica, este llevaría el nombre del primer sencillo del álbum "Feel It All World Tour", la gira dio inicio en Londres el 6 de marzo y finalizando el 14 de noviembre de 2015 en Novosibirsk; motivo por el cual el 14 de abril del mismo año se lanzó el videoclip "Feel It All". La gira fue todo un éxito, sin embargo el concierto programado para el 30 de agosto en Santiago de Chile fue cancelado el mismo día, aun así la banda llegó al país y realizaron una pequeña reunión con sus fanes organizando una sesión de preguntas y repuestas, además de interpretar algunas de sus canciones en modo acapela como forma de compensación. Además del regreso a los escenarios, la banda volvió a registrar sus actividades en sus redes sociales como Facebook, Twitter y YouTube, siendo en esta última a través de la que comparten actividades de la banda, o la producción del álbum, tales como el "makin off" de los videoclips, el "rewind de la gira" y extractos de cada M&G con los fanes.

### Dream Machine
El 23 de diciembre de 2016, Tokio Hotel estreno los primeros sencillos titulados *Something New* y *What If*, de su nuevo álbum llamado Dream Machine, disco que a diferencia de los anteriores fue producido en su totalidad por la banda, después de que esta misma decidiera no renovar su contrato con Universal Music Group (ya que el contrato firmado el 2005 habría fenecido el 2015) la banda decidió firmar con la disquera alemana Starwatch Music. La fecha oficial del estreno de *Dream Machine* fue el 3 de marzo de 2017 y el Tour del disco se realizó desde el 13 de marzo de 2017 hasta principios del año 2018.

### Sexto álbum de estudio: Melancholic Paradise y relanzamiento de Durch den Monsun (Monsoon versión en ingles) (2018–presente)
El 29 de octubre de 2018, la banda anunció a través de su página oficial de Facebook que se embarcarán en una nueva gira en 2019 llamada "Melancholic Paradise" en la que interpretarán canciones nuevas de su próximo álbum. En ese momento, solo se han anunciado fechas europeas. Los sencillos "Melancholic Paradise", "When It Rains It Pours" y "Chateau" fueron lanzados respectivamente el 1 de febrero de 2019; 5 de abril de 2019 y[17 de noviembre de 2019.
En octubre de 2019, Bill Kaulitz anunció a través de su cuenta de Instagram que el próximo álbum de Tokio Hotel ha terminado con las sesiones de grabación y que se lanzaría en 2020. Además, al día siguiente, anunció a través de su cuenta de Instagram que la banda tiene una gira totalmente nueva en América del Norte y América Latina llamada "Melancholic Paradise Tour" para el mismo año con el lanzamiento del sexto álbum de estudio de la banda. La banda solo había completado tres lugares en su gira por América del Norte y América Latina y el resto de la gira fue cancelada en el último minuto antes de su show en Ecuador debido a la pandemia de COVID-19 y los cierres resultantes en todo el mundo.
Todas las fotos, videos y contenido se eliminaron de la cuenta oficial de Instagram de Tokio Hotel a principios de agosto de 2020, y en su lugar se publicaron fotos más antiguas de la banda. Más tarde se reveló que esto se debía al 15 aniversario del lanzamiento del sencillo más importante de la banda "Durch den Monsun" lanzado el 15 de agosto de 2005 y titulado "Monsoon" en la versión en inglés estrenada en el año siguiente.
Durante un chat en vivo en Spotify, la banda confirmó que las nuevas versiones de "Durch den Monsun" y "Monsoon" se lanzarán en algún momento del otoño de 2020 como una celebración del 15 aniversario del sencillo, que luego se reveló a través de Instagram como el 2 de octubre de 2020. Bill también confirmó que se lanzará una nueva versión de la canción en alemán siendo esta una reinterpretación actualizada anunciando una nueva etapa de la banda y que se planea una nueva gira en 2021 por Europa y otros continentes. El 1 de septiembre de 2020 en el cumpleaños de los gemelos Kaulitz Tokio Hotel reveló haber firmado un nuevo contrato discográfico con Sony Music Germany y Epic Records Germany a través de su cuenta oficial de Instagram, Facebook y Twitter.
Tokio Hotel anunció el 4 de diciembre de 2020 a través de Instagram su nuevo sencillo " Berlín ", con una aparición especial de la cantante canadiense VVAVES, que fue lanzado el 11 de diciembre de 2020.
A través de su transmisión en vivo #AskTokioHotel en Twitter, la banda ha anunciado un nuevo sencillo llamado " White Lies ", que contará con la aparición como invitado del dúo alemán de EDM VIZE. Este fue lanzado el 15 de enero de 2021.
El 19 de marzo de 2021, la banda inició un concurso en las redes sociales llamado White Lies Cover Challenge, donde pidieron a los fanáticos que crearan su propia versión de "White Lies" en video y que la enviaran antes del 4 de abril de 2021 en Instagram, Facebook o Twitter usando el hashtag #WhiteLiesCoverChallenge. Las versiones ganadoras luego serían utilizadas por la banda en una versión en video de la canción.
La banda tuvo una nueva transmisión en vivo de Instagram el 25 de marzo de 2021, en la que anunciaron que se lanzará una nueva canción el 28 de mayo de 2021. El nombre de la canción aún no se conoce, sin embargo, la banda ha revelado que la nueva canción contará con otro invitado. apariencia, que aún no se conoce. También anunciaron una versión remix de "White Lies" con el DJ alemán NOØN, que se lanzó el 2 de abril de 2021.
El 14 de mayo de 2021 la banda ha pospuesto la etapa europea de su Más allá de la Gira Mundial hasta la primavera de 2022. Esto es debido a los continuos COVID 19-pandémicas, cierres globales y restricciones.
En lugar de la fecha prevista de 28 de mayo de 2021, " Behind Blue Eyes ", fue lanzado el 27 de mayo de 2021 coincidiendo con actuación en vivo de la banda de la canción en ProSieben 's de Alemania Next Topmodel en el mismo día.
El 7 de junio de 2021, la banda inició un concurso en las redes sociales llamado Behind Blue Eyes Cover Challenge, donde, al igual que con "White Lies", pidieron a los fanes que crearan su propia versión de "Behind Blue Eyes" en video y la enviaran a Instagram, Facebook o Twitter usando el hashtag #BBE_challenge. Las versiones ganadoras luego serían utilizadas por la banda en una versión en video de la canción.
El 9 de agosto de 2021, Bill Kaulitz reveló en una publicación en su cuenta oficial de Instagram que se lanzará un nuevo sencillo el 27 de agosto de 2021. [52]
Un nuevo sencillo llamado "Sorry Not Sorry" fue lanzado por el cantante alemán Badchieff el 27 de agosto de 2021 con Tokio Hotel haciendo una aparición especial.
El 27 de agosto de 2021, la banda apareció en la Gamescom 2021 (conocida como Spielesause 2021 en Alemania), donde interpretaron "White Lies", "Behind Blue Eyes" y "Sorry Not Sorry" con Badchieff.
El 4 de octubre de 2021, la banda anunció un nuevo sencillo llamado "Here Comes the Night" a través de Instagram. Este se publicó el 22 de octubre de 2021.
El 4 de febrero de 2022 la banda lanzó una nueva canción llamada "Bad Love".
El 26 de mayo de 2022, la banda lanzó una nueva canción llamada “When we were younger” con fotos desde sus inicios hasta la actualidad, y así recordar que los cuatro integrantes están juntos desde el 2001.

### 2001
El 19 de julio de 2022, Tokio Hotel anunció en una transmisión en vivo de YouTube que su nuevo álbum se titulará 2001 (en referencia al año de su creación). Fue lanzado el 18 de noviembre de 2022 como CD y fan box.

## Influencias
Su música abarca varios géneros desde una faceta comercial, lo que los relaciona con gente como Placebo. Tampoco es homogénea la estética del grupo, que va desde el estilo andrógino del cantante Bill Kaulitz (en 2009, actualmente tiene un estilo pop) a las nuevas corrientes del Visual kei, hasta la del guitarrista Tom Kaulitz, asociada a la cultura hip-hop.
Tokio Hotel es considerada una de las mejores bandas de rock de los años 2000s.

## Miembros
- Bill Kaulitz – voces.
- Tom Kaulitz – guitarras, teclados, piano, programación, percusión, coros.
- Georg Listing – bajo, teclados, coros.
- Gustav Schäfer – batería, percusión, coros.

## Discografía
- Schrei (2005)
- Zimmer 483 (2007)
- Scream (2007)
- Humanoid (2009)
- Kings of Suburbia (2014)
- Dream Machine (2017)
- 2001 (2022)

## Giras musicales
- 2005-2006 : Schrei Tour (60)
- 2007 : Zimmer 483 Tour	(60)
- 2008 : 1000 Hotels World Tour	(74)
- 2010-2011 : Welcome to Humanoid City Tour (53)
- 2015 : Feel It All World Tour (56)
- 2017-2018	: Dream Machine Tour (44)
- 2019-2020	: Melancholic Paradise Tour	(43)
- 2023 : Beyond the World Tour (20)